# Lot (tỉnh)
Lot là một tỉnh của Pháp, thuộc vùng hành chính Occitanie, tỉnh lỵ Cahors, bao gồm các quận với các quận lỵ còn lại là: Figeac, Gourdon.